# Chiesa di Sant'Andrea in Vincis
Sant'Andrea in Vincis, nota anche come Sant'Andrea de Funariis e Sant'Andrea in Mentuza, era una chiesa di Roma, ora scomparsa, che si trovava in via di Tor de' Specchi, l'attuale Via del Teatro di Marcello, nel rione Campitelli, vicino al versante occidentale del monte Capitolino. Era dedicata a sant'Andrea apostolo.
"Vincis" potrebbe essere la deformazione del cognome Guinizi, una famiglia che aveva proprietà nella zona. Un'altra ipotesi sarebbe che "vincis" si riferisca alle catena, usate nelle vicine prigioni.
"Funari" è invece un riferimento ai fabbricanti di cordami. Nei pressi esistono ancora una via via e un luogo di culto, Chiesa di Santa Caterina dei Funari con questa intestazione. Per finire "Mentuza" (mentuccia) dovrebbe essere una deformazione di "Matuta", in riferimento al vicino tempio di Mater Matuta, del V secolo a.C., compreso nell'area di Sant'Omobono.

## Storia

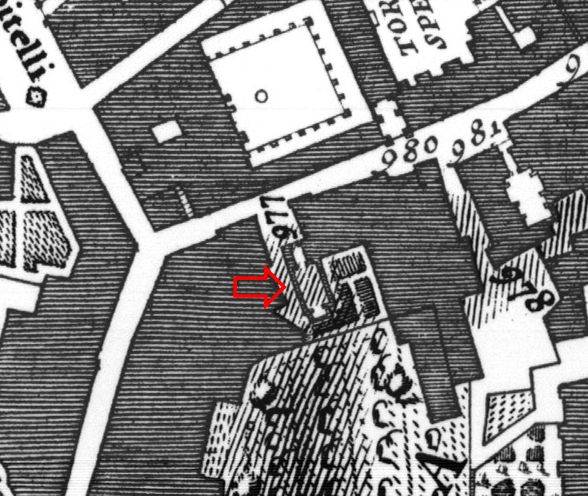
Localizzazione nella Mappa del Nolli (1748).

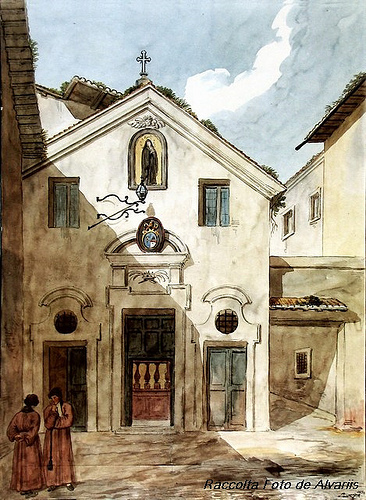
Acquarello di Achille Pinelli (1834).

Questa chiesa è menzionata per la prima volta nel Catalogo di Cencio Camerario, un elenco delle chiese di Roma compilato da Cencio Savelli nel 1192, come Sco. Andree Funariorum.
Nel 1406 fu fondata a Roma a l'Università dei Marmorari', la corporazione dei lavoratori del marmo, che inizialmente utilizzava l'Oratorio di San Silvestro, vicino ai Santi Quattro Coronati, che erano i protettori dei marmorari. Nel 1597 iniziarono ad utilizzare la chiesa di San Leonardo de Albis, che però fu demolita all'inizio del XVII secolo per consentire la costruzione di Palazzo Costaguti, in piazza Mattei.
Finalmente, l'Università nel 1623 entrò in possesso di Sant'Andrea in Vincis che, nel secolo seguente, fu completamente ristrutturata, e ricevette una facciata barocca, opera di Carlo Puri de Marchis (ca. 1720–1795).

## Descrizione

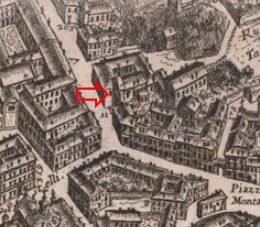
Localizzazione della chiesa nella mappa di Giovanni Battista Falda (1676). Nell'immagine il Monastero di Tor de' Specchi sta nell'altro lato della strada che sarà trasformata, nel XX secolo, in Via del Teatro di Marcello.

La via su cui era localizzata la chiesa era via di Tor de' Specchi, che fu poi inclusa in Via del Teatro di Marcello e drasticamente allargata. La vecchia strada era stretta e correva subito sotto le mura del Monastero di Tor de' Specchi; la chiesa era sul lato opposto rispetto al monastero, in una piazzetta arretrata rispetto alla strada, indice che la piazza era precedente alla strada. Il sito di fronte alla strada che porta a piazza Campitelli. Di fronte all'ingresso del convento, dall'altro lato della strada, è possibile trovare una nicchia ad arco nel muro di contenimento e alla sua sinistra si trovava la chiesa. La linea della facciata era approssimativamente al centro della Via del Teatro di Marcello.
L'ordine inferiore di questa facciata aveva tre portali, di cui quelli laterali erano coronati da timpani curvi spezzati. Al centro dell'ordine superiore c'era un affresco del XV secolo che rappresentava la Madonna col Bambino. All'interno, l'altare maggiore ospitava un dipinto raffigurante il martirio dei Santi Quattro Coronati, opera di un allievo di Caravaggio. Venne attribuita al maestro, ma ricerche successive rivelarono che proveniva da Giovanni Antonio Galli, lo Spadarino. L'affresco del soffitto rappresentava la "Gloria dei Quattro Santi coronati" ed era opera di Antonio Nessi, allievo di Sebastiano Conca.
Inoltre. nel coro, c'erano ancora dipinti di un artista anonimo che rappresentano la morte, la sepoltura e la glorificazione dei Quattro Martiri. Nel restauro del 1762 sotto l'altare fu rinvenuta una stanza con affreschi e tre tombe.
Durante gli anni 1920 fu realizzato un grande programma di demolizioni per liberare il monte Capitolino dalle costruzioni medievali e fu demolito l'intero quartiere tra l'Aracoeli e il Teatro di Marcello, compresi gli edifici sacri. La chiesa di Sant'Andrea, in particolare fu demolita nel 1929. I mobili e l'archivio furono trasferiti al sistema museale capitolino. Durante le opere di furono ritrovati parti di una chiesa medievale e di un altro edificio X secolo.